# Ханс Кристијан Грам
Ханс Кристијан Јоаким Грам (дан. Hans Christian Joachim Gram; 13. септембар 1853 — 14. новембар 1938) је био дански бактериолог. Био је син Фредерика Теркела Јулијуса Грама, професора права, и Лујзе Кристијане Роулунд.
Грам је студирао ботанику на Универзитету у Копенхагену и био је асистент на предмету ботаника код зоолога Јапетуса Стенструпа. Његове биљке увеле су га у основе фармакологије и употребу микроскопа.
Уписао је медицински факултет 1878. године, а дипломирао је 1883. године. Путовао је по Европи између 1878. и 1885. године. У Берлину је 1884. године развио методу за разликовање две велике групе бактерија. Ова техника, бојење по Граму, и данас представља стандардну процедуру у медицинској микробиологији.
Године 1891, Грам је постао предавач фармакологије, а касније те године је постао професор на Универзитету у Копенхагену. Године 1900, дао је оставку на место шефа катедре за фармакологију како би постао професор медицине.

## Бојење по Граму
Дело због којег је стекао међународну репутацију било је развој методе за бојење бактерија. То бојење је касније играло велику улогу у класификацији бактерија. Грам је био скроман човек и у својим првобитним публикацијама је написао „Стога сам објавио ту методу, иако сам свестан да је још увек фалична и несавршена; надам се да ће се у рукама других истраживача испоставити као корисна."

## Остала дела
Његова првобитна дела тицала су се проучавања црвених крвних зрнаца код мушкараца. Био је међу првима који су преопознали да су макроцити карактеристични за пернициозну анемију.
Пошто је постао професор медицине 1900. године, објавио је четири тома клиничких предавања, која се веома користе у Данској.
Грам се пензионисао 1923. године.